# 古本と少女
『古本と少女』（ふるほんとしょうじょ）は、つげ義春による日本の漫画作品。1960年2月に『Meiro2』（若木書房）に発表された全20頁からなる短編漫画である。

## 概要

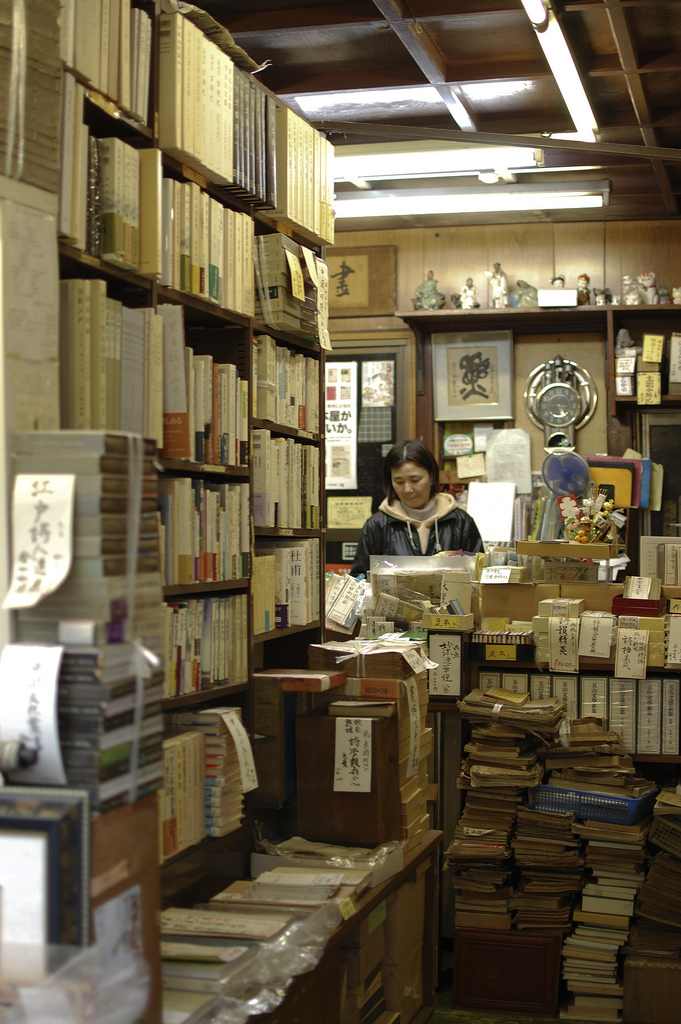
『古本と少女』の舞台は少女が店番をする小さな古本屋だった

1960年1月刊行『Meiro1』掲載の『殺し屋』に続く作品。当時のミステリーものを多く描いていたつげの作品としては、珍しく情緒的な作品だが、古本の中からお金を盗むという話もつげにとっては心理的なミステリーであった。「単純にあっけらかんと事件が解決しちゃうというふうな話」（つげ義春）は、馬鹿馬鹿しく感じたり子供じみていると感じ始め、だんだんと描かなくなってきていた。しかし、当時はそれに代わる新手法が見つからないでいた時期であった。
この後、三洋社（現・青林堂）から『忍風』が創刊され「武蔵秘話シリーズ」を描くことになるが、つげ自身は「そちら方がやりやすかった」と述べている。

## 登場人物
- 古本屋の少女
- 学生
- 古本屋のおやじさん
- 本を売った青年

## あらすじ
貧乏な学生が馴染みの古本屋に1000円の初版本を毎日のように見に来ていた。学生はその本がほしくてたまらなかったが、買うことができずにいた。ある日いつものように古本を立ち読みしていると、本の隙間から1000円札が落ちた。学生はとっさにその1000円札を拾うと自宅へ逃げるように帰った。しかし、本来の持ち主に返すべきと考え古本屋へ向かう。その時ちょうど本の前の持ち主が現れ、買い戻そうとする。学生は拾った1000円札を出し、自分が先だと主張するが、前の持ち主は1500円を出し買い戻してしまう。学生は青年の態度に腹を立てる。学生は1000円をどうすべきか迷うが、結局本の持ち主に返そうと家を訪ねる。しかし、青年は本の間に金を入れた覚えはなく、逆に学生の居所を探していたという。あっけにとられる学生に、青年は「帰ればわかりますよ」とほほ笑む。

## 収録本
- 『Meiro2』（若木書房）1960年2月
- 『ガロ』（青林堂）1966年9月号
- 『紅い花』（小学館文庫）1995年1月
- 『限定版 つげ義春選集8』（北冬書房）1979年7月[2]
- 『ゲンセンカン主人』（双葉社）1984年4月28日[2]

## 参考サイト
- 清水正ブログ 「マンガ論」 - つげ義春の「古本と少女」 - 授業で取り上げ議論は、つげ義春の描く「女性論」へと発展する。